# Деревківська сільська рада (Котелевський район)
Деревківська сільська рада — колишній орган місцевого самоврядування у Котелевському районі Полтавської області з центром у селі Деревки.

## Населені пункти
Сільраді були підпорядковані населені пункти:
- c. Деревки
- с. Любка
- с. Млинки